# 細見和史
細見 和史（ほそみ かずし、1973年4月2日 - ）は、京都府京都市出身の元プロ野球選手（投手）、実業家。

## 来歴・人物

### プロ入り前
北嵯峨高校時代は3年夏の全国高等学校野球選手権京都大会で6試合に登板して4完封・62奪三振・防御率0.00を記録し、第73回全国高等学校野球選手権大会に出場。甲子園では1回戦の対秋田高校戦でサヨナラ負けを喫した。
同志社大学では関西学生リーグで通算43試合登板、18勝14敗、238奪三振、防御率2.02。最優秀投手1回受賞。2年秋は優勝に貢献、明治神宮大会では救援登板。4年春6勝して大塔正明（近大）からサヨナラ本塁打も放つ。

1995年のドラフト会議で横浜ベイスターズを逆指名し、1位で入団。

### プロ入り後
一年目のオープン戦開幕投手に指名されるなど即戦力として期待されたが入団後4年はケガに悩まされ続け、2000年にようやく一軍昇格してそのまま定着。先発で初勝利を挙げた後は涙ながらにヒーローインタビューに応えていた。
2001年8月17日、蜂窩織炎の悪化が原因で登録を抹消された。この年にテレビ朝日で放映された「プロ野球 珍プレー好プレー特集番組」では、本人の名誉のためか、顔や登録名を伏せたうえで「水虫が悪化して2軍落ちした（横浜）ベイスターズの投手がいる」と紹介された。
2002年オフに中嶋聡・富岡久貴とのトレードで石井義人とともに西武ライオンズへ移籍。ベースボール・マガジン社が2003年に発行したプロ野球選手名鑑では、福盛和男の欄に細見の顔写真が間違って掲載されるミスが発生した。前年まで細見が着けていた背番号24を、この年から福盛が引き継いだことによる差し替えミスと思われる。2003年オフに解雇されたが、阪神タイガースの入団テストを受けて合格。
しかし、阪神では一軍登板がなく、2004年10月6日に戦力外通告を受ける。
現役続行を希望し台湾・中華職業棒球大聯盟の統一ライオンズと興農ブルズの入団テストを受験したが入団に至らず、現役を引退した。

### 現役引退後
引退後は、知人の勧めで都内の不動産会社の神奈川地域でのグループ会社設立に出資して川崎担当の役員となった。しかし、出資しただけで務まるほど役員が甘いものではないことを痛感し、自ら退任を申し出て、同社の社員として一から勉強する道を選択。2016年6月時点では、賃貸物件の新規開拓や物件管理を担当するマネジャー。不動産業者となってから、古巣のDeNAベイスターズからスカウト就任を打診されたこともあったというが、球界に戻る踏ん切りはつけなかった。2019年5月にエンリッチライフジャパン株式会社を起業し代表就任。
2016年の学生野球資格回復研修を受講したうえで、翌2017年2月7日に日本学生野球協会より学生野球資格回復の適性認定を受けたことにより、学生野球選手への指導が可能となり、神奈川県のクラブチームで野球指導も行っている。

## 詳細情報

### 年度別投手成績
| 年 度     | 球 団     | 登 板 | 先 発 | 完 投 | 完 封 | 無 四 球 | 勝 利 | 敗 戦 | セ 丨 ブ | ホ 丨 ル ド | 勝 率 | 打 者 | 投 球 回 | 被 安 打 | 被 本 塁 打 | 与 四 球 | 敬 遠 | 与 死 球 | 奪 三 振 | 暴 投 | ボ 丨 ク | 失 点 | 自 責 点 | 防 御 率 | W H I P |
| --------- | --------- | ----- | ----- | ----- | ----- | -------- | ----- | ----- | -------- | ----------- | ----- | ----- | -------- | -------- | ----------- | -------- | ----- | -------- | -------- | ----- | -------- | ----- | -------- | -------- | ------- |
| 1996      | 横浜      | 1     | 0     | 0     | 0     | 0        | 0     | 0     | 0        | --          | ----  | 4     | 1.0      | 1        | 0           | 0        | 0     | 0        | 2        | 0     | 0        | 0     | 0        | 0.00     | 1.00    |
| 2000      | 横浜      | 12    | 10    | 0     | 0     | 0        | 5     | 3     | 0        | --          | .625  | 247   | 62.0     | 54       | 8           | 19       | 0     | 1        | 46       | 1     | 0        | 23    | 23       | 3.34     | 1.18    |
| 2001      | 横浜      | 14    | 8     | 0     | 0     | 0        | 0     | 5     | 0        | --          | .000  | 190   | 42.1     | 49       | 3           | 17       | 2     | 1        | 17       | 4     | 0        | 35    | 31       | 6.59     | 1.56    |
| 2002      | 横浜      | 27    | 0     | 0     | 0     | 0        | 0     | 1     | 0        | --          | .000  | 157   | 38.0     | 33       | 6           | 7        | 0     | 6        | 29       | 1     | 0        | 15    | 15       | 3.55     | 1.05    |
| 2003      | 西武      | 2     | 0     | 0     | 0     | 0        | 0     | 0     | 0        | --          | ----  | 10    | 1.1      | 3        | 1           | 3        | 1     | 0        | 0        | 0     | 0        | 2     | 2        | 13.50    | 4.50    |
| 通算：5年 | 通算：5年 | 56    | 18    | 0     | 0     | 0        | 5     | 9     | 0        | --          | .357  | 608   | 144.2    | 140      | 18          | 46       | 3     | 8        | 94       | 6     | 0        | 75    | 71       | 4.42     | 1.29    |

### 記録
- 初登板：1996年9月17日、対読売ジャイアンツ25回戦（横浜スタジアム）、8回表に6番手で救援登板、1回無失点
- 初奪三振：同上、8回表に川相昌弘から
- 初先発・初勝利：2000年7月20日、対広島東洋カープ18回戦（横浜スタジアム）、6回無失点

### 背番号
- 24 （1996年 - 2002年）
- 32 （2003年）
- 57 （2004年）